# Dopiewiec
Dopiewiec – wieś w Polsce położona w województwie wielkopolskim, w powiecie poznańskim, w gminie Dopiewo. Wieś jest siedzibą sołectwa Dopiewiec.
Wieś szlachecka Dupiewiec (Dupiewicze) położona była w 1580 roku w powiecie poznańskim województwa poznańskiego. W latach 1975–1998 miejscowość administracyjnie należała do województwa poznańskiego.
W pobliżu miejscowości znajduje się Miejsce Obsługi Podróżnych (MOP Dopiewiec) dla jadących Autostradą A2 w kierunku Świecka.

## Historia
Nazwa wsi pochodzi od staropolskiego wyrazu ‘dupel’, ‘dupla’, oznaczającego dziuplę. Pierwotna nazwa Dupiewiec, po raz pierwszy została wspomniana w 1380 roku jako własność szlachecka Prędoty. 
W latach 1397–1401 właścicielem Dopiewca był Jasiek Dupiewiecki (identyczny z Dupiewskim, właścicielem Dopiewa), Tenże Dupiewiecki w 1399 roku został pozwany przez Jakubka z Palędzia o dwa skradzione konie. W 1446 roku Dopiewiec był własnością Piotra Szamotulskiego, syna Dobrogosta, kasztelana poznańskiego. Pod koniec XV wieku Dopiewiec przeszedł w ręce rodziny Górków. 
W 1512 roku król Zygmunt I Stary pozwolił Łukaszowi Górce, kasztelanowi poznańskiemu, zapisać pewne kwoty żonie Katarzynie z Szamotuł na swoich dobrach, między innymi na dobrach Dopiewiec. W 1553 roku Łukasz i Andrzej Górkowie wydzierżawili kapitule katedralnej poznańskiej wsie Dupiewo Małe i Wielkie wraz z innymi za 750 grzywien. W 1567 roku Łukasz Górka sprzedał całe wsie Dopiewo i Dopiewiec wraz z innymi za 50 000 talarów Piotrowi z Czarnkowa, kasztelanowi poznańskiemu. W 1595 roku Jan Czarnkowski sprzedał Dopiewo i Dopiewiec, Palędzie, Konarzewo, Brzozę, Niepruszewo za 50 000 zł Stanisławowi i Piotrowi Ujejskim. 
W latach dwudziestych XVII wieku Dopiewiec przeszedł przez dziedziczenie w ręce Reyów. W 1644 roku Andrzej z Nagłowic Rey, syn Marcina, sprzedał Dopiewo, Dopiewiec, Palędzie i Konarzewo za 150 000 zł Hieronimowi Radomickiemu, wojewodzie inowrocławskiemu. W 1682 roku Kazimierz Radomicki, kasztelan kaliski, syn Hieronima dał synowi Andrzejowi wsie Dopiewo, Dopiewiec, Palędzie i Konarzewko. 
Do początku II wojny światowej Dopiewiec wchodził w skład majątku Konarzewo, którego właścicielami po Radomickich byli: Działyńscy, Dzieduszyccy i Czartoryscy. Pod koniec XIX wieku w Dopiewcu były 34 domy oraz 246 mieszkańców (w tym 11 ewangelików). W 1928 roku Dopiewiec liczył 790 mieszkańców, właścicielem był książę Roman Czartoryski (majątek liczył 687 hektarów). W miejscowości mieszkał handlarz bydłem (J. Anioła) i znajdował się sklep z artykułami spożywczymi prowadzony przez J. Przybylskiego.
Podczas niemieckiej okupacji lokalny las (Las Palędzko-Zakrzewski) stał się miejscem masowych zbrodni na Polakach z regionu, dokonanych przez okupantów w latach 1939-1940Jesienią 1939 roku Niemcy zamordowali ponad 630 Polaków przywiezionych z obozu koncentracyjnego Fort VII w Poznaniu, w tym 70 studentów poznańskich uniwersytetów i szkół wyższych, którzy zostali zamordowani 7 listopada 1939 roku, oraz 70 zakonnic, zamordowanych w grudniu 1939 roku. Ofiary były zabijane strzałem w tył głowy. Po każdej egzekucji niemiecka ekipa katów urządzała pijackie libacje. Na początku 1940 roku miały miejsce kolejne egzekucje, w których ponad 2000 Polaków przywieziono z Fortu VII do lasu i zamordowano. Ciała zostały pochowane w siedmiu masowych grobach. W ostatnich miesiącach wojny okupanci spalili ciała ofiar w próbie zatarcia śladów zbrodni.

## Obiekty historyczne
W miejscowości brak zabytków.

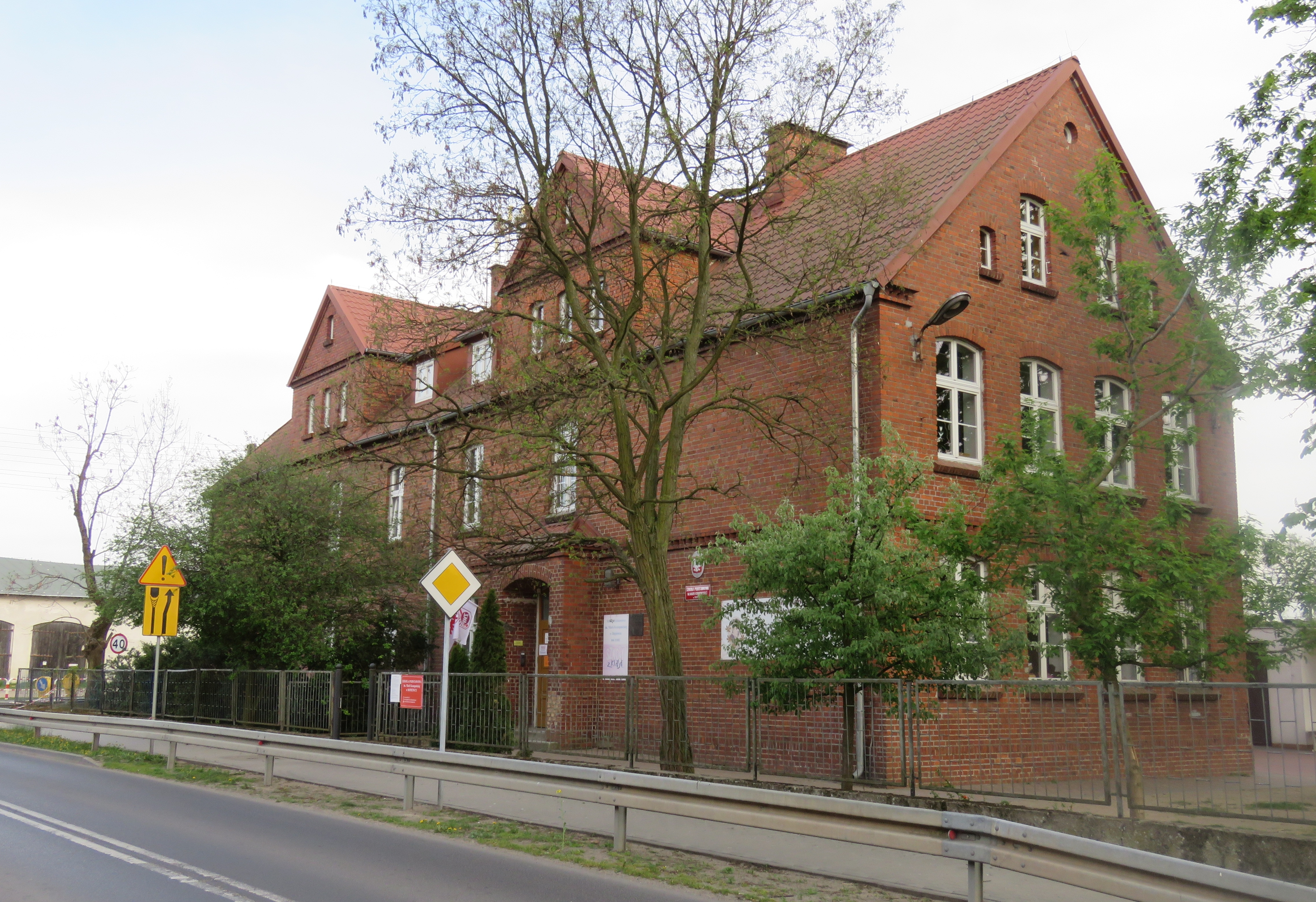
Szkoła Podstawowa im. Marii Konopnickiej w Dopiewcu

Do starszych budynków można zaliczyć szkołę zbudowaną w latach 1891-1892 (obecnie Szkoła Podstawowa im. Marii Konopnickiej w Dopiewcu) oraz zespół folwarczny z przełomu XIX i XX wieku.

## Kościoły
Miejscowość przynależy do parafii pw. Nawiedzenia Najświętszej Marii Panny w Dopiewie (dla ulic: Jesionowej, Osiedle, Polna, Szkolna i Wierzbowa) oraz parafii pw. św. Marcina i św. Piotra w Okowach w Konarzewie (dla pozostałych ulic).